# Императорская печать Японии
Императорская печать Японии (яп. 菊の御紋 кику-но гомон) — символ в виде жёлтой или оранжевой 16-лепестковой хризантемы.
Начиная с периода Камакура считается эмблемой японских императоров и членов японской императорской семьи.
Императорская печать иногда используется в качестве государственного герба, хотя официального герба страны в Японии не существует.
Изображение императорской печати состоит из центрального круга, окружённого шестнадцатью лепестками, снаружи их окружает второй ряд лепестков.
Как личная печать изображение хризантемы впервые было использовано императором Го-Тоба.
В качестве мона императорского дома изображение хризантемы было принято с 1869 года. Во времена реставрации Мэйдзи согласно указу 1871 года никому, кроме императора Японии, не разрешалось использовать эту печать.
После Второй мировой войны этот запрет был отменён.
У каждого члена императорской семьи была своя модифицированная версия императорской печати с 14 лепестками.
Святилища синто также используют императорскую печать или её часть в изменённом виде.
В настоящее время символическое изображение хризантемы используется в помещениях парламента Японии и дипломатических учреждениях, на атрибутах политиков, а также ставится на обложках японских заграничных паспортов.
- Японский паспорт
- Императорский трон Императора Японии
- Броненосец «Микаса»
- Почтовая марка, 1939 год